# Władysław Zamoyski (generał)
Władysław Zamoyski herbu Jelita (ur. w 1803 w Paryżu, zm. 11 stycznia 1868 tamże) – pułkownik wojsk polskich w powstaniu listopadowym, generał dywizji wojsk tureckich, generał brytyjski, hrabia.

## Życiorys
Syn Stanisława Kostki Zamoyskiego i Zofii z Czartoryskich Zamoyskiej, brat hrabiego Andrzeja Zamoyskiego. Ojciec Władysława, fundatora Zakładów Kórnickich.
Karierę rozpoczął w armii Królestwa Polskiego. Od 1824 oficer armii Królestwa Polskiego. Pełnił w niej funkcje sztabowe. W 1828 został adiutantem wielkiego księcia Konstantego. Bliski współpracownik, krewny i zaufany księcia A.J. Czartoryskiego. Pośredniczył w rokowaniach, prowadzonych przez Radę Administracyjną Królestwa Polskiego z wielkim księciem Konstantym. Potem zameldował mu swoje odejście do powstania.
W czasie powstania listopadowego był adiutantem gen. Jana Skrzyneckiego, 6 kwietnia 1831 awansowany na podpułkownika. W ostatniej fazie powstania szef sztabu Korpusu gen. Girolamo Ramorino w stopniu pułkownika. Odegrał dwuznaczną rolę w jego zdradzieckiej rejteradzie i kapitulacji w Galicji. W marcu 1831 odznaczony Krzyżem Złotym Orderu Virtuti Militari. Po klęsce powstania udał się na emigrację do Francji. Był jednym z najbliższych współpracowników księcia Adama Jerzego Czartoryskiego i z jego ramienia kierował polityką zagraniczną Hotelu Lambert. Członek władz Związku Jedności Narodowej.
Członek Towarzystwa Monarchicznego Trzeciego Maja.
Od września 1832 do 24 czerwca 1839 był oficerem nowo powstałej armii belgijskiej. Od 1843 prezes Towarzystwa Monarchicznego. W czasie Wiosny Ludów, organizował w latach 1848-1849 polskie oddziały we Włoszech, przy boku armii królestwa Sardynii razem z gen. W. Chrzanowskim, z gen. J. Bemem w Portugalii, gen. H. Dembińskim w Hiszpanii.
W 1835 roku został skazany przez władze rosyjskie na konfiskatę dóbr za udział w powstaniu listopadowym.
Tworzył także sam oddziały w Turcji i Wielkiej Brytanii. W Turcji w 1853 rozpoczął ożywioną działalność wojskową rywalizując z Sadykiem Paszą. W czasie wojny krymskiej został generałem brygady armii tureckiej, u boku której formował pozostający na żołdzie brytyjskim II Pułk Kozaków Sułtańskich (16 września 1855-31 lipca 1856). Generał z nominacji Wielkiej Brytanii. Żadnej roli na froncie nie odegrał, podtrzymywał jedynie niechlubne tradycje rozgrywek i waśni między Polakami na obczyźnie. W czasie powstania styczniowego był kierownikiem dyplomatycznej Agencji Angielskiej w Londynie. Usiłował nakłonić Wielką Brytanię do wsparcia powstania w Polsce, jednak bez rezultatu.
Od 1852 był mężem własnej siostrzenicy Jadwigi z Działyńskich, z którą miał synów Władysława i Witolda oraz dwie córki: przedwcześnie zmarłą w Anglii Marię (1857-1858) i drugą także Marię (1860-1937).
Po śmierci został pochowany na polskim cmentarzu Les Champeaux w Montmorency.
Był autorem „Pamiętników”.

### Pisma
Jego pamiętniki i korespondencja ukazały się w sześciotomowym zbiorze Generał Zamoyski (1910-1930).

## Rodzeństwo
Konstanty, Andrzej Artur, Jan, Celina, Jadwiga, Zdzisław, August, Eliza, Stanisław.